# Parque nacional Garden Route
El Parque nacional de Garden Route (en afrikáans: Tuinroete Nasionale Park; en inglés: Garden Route National Park) es un parque nacional en la región de Garden Route (Ruta Jardín) de Sudáfrica. Se estableció el 6 de marzo de 2009 con la fusión del parque nacional de Tsitsikamma con el parque nacional Wilderness, el Área del lago nacional Knysna, y varias otras áreas de tierras de propiedad estatal. 
El parque cubre alrededor de 1.210 kilómetros cuadrados (470 millas cuadradas) de tierra, de estas unos 685 kilómetros cuadrados (264 millas cuadradas) ya formaba parte de los parques nacionales predecesores. El parque incluye un complejo continuo de aproximadamente 605 kilómetros cuadrados (234 millas cuadradas) de bosque autóctono.